# Danijel Pranjić
Danijel Pranjić (Našice, Croacia, 2 de diciembre de 1981) es un futbolista croata. Juega de centrocampista y actualmente milita en el Omonia Psevda de la Segunda División de Chipre, equipo en el cual también ejerce de entrenador.

## Biografía
Pranjić comenzó su carrera futbolística en las categorías inferiores del NK Osijek actuando como defensa o como centrocampista zurdo. En 2002 pasa a formar parte de la primera plantilla. Debutó en liga el 26 de julio de 2002 en un partido contra el NK Zagreb (1 - 1).
En la temporada 2004-05 juega en el Dinamo de Zagreb. Con este club debuta en la Copa de la UEFA, donde marca un gol al SC Heerenveen. Gracias a ese gol el equipo neerlandés se fija en él y lo ficha por 500 000 euros, con lo que a partir de 2005 Pranjić juega en la Eredivisie.
En su nuevo club debutó en liga con un gol. En 2006 se convierte en un fijo en el once titular y consigue disputar todos los partidos de esa temporada.
En la temporada 2009-10 es vendido al Bayern de Múnich, empezando la temporada como titular con su nuevo equipo en la liga Alemana.
A fines de la temporada 2011-12, termina su contrato con el Bayern de Múnich.
En julio de 2012 ficha por el Sporting de Lisboa.
En enero de 2013 fue fichado por el Celta de Vigo procedente del Sporting de Lisboa y en calidad de cedido hasta final de temporada con opción de compra.

## Selección nacional
Ha sido internacional con la selección de fútbol de Croacia en 58 ocasiones. Su debut como internacional se produjo el 16 de noviembre de 2004 en Dublín en la derrota que sufrió su equipo contra Irlanda por un gol a cero. Saltó al campo en el minuto 59 sustituyendo a su compañero Marko Babić.
Fue convocado por su selección para participar en la Eurocopa de Austria y Suiza de 2008. Disputó todos los encuentros de su selección en esa Eurocopa como titular.
El 14 de mayo de 2014 fue incluido en la lista preliminar de 30 jugadores que representarán a Croacia en la Copa Mundial de Fútbol de 2014 en Brasil, siendo ratificado en la lista final de 23 futbolistas el 31 de mayo.

### Participaciones en fases finales
| Competición                             | Categoría | Sede              | Resultado        | Partidos | Goles |
| --------------------------------------- | --------- | ----------------- | ---------------- | -------- | ----- |
| Clasificación para la Eurocopa 2008     | Absoluta  | Europa            | Clasificado      | 3        | 0     |
| Eurocopa 2008                           | Absoluta  | Suiza y Austria   | Cuartos de final | 4        | 0     |
| Clasificación para la Copa Mundial 2010 | Absoluta  | Europa            | No se clasificó  | 9        | 0     |
| Clasificación para la Eurocopa 2012     | Absoluta  | Europa            | Clasificado      | 8        | 0     |
| Eurocopa 2012                           | Absoluta  | Polonia y Ucrania | Primera fase     | 2        | 0     |
| Clasificación para la Copa Mundial 2014 | Absoluta  | Europa            | Clasificado      | 2        | 0     |
| Copa Mundial de Fútbol de 2014          | Absoluta  | Brasil            | Primera fase     | 2        | 0     |
| Clasificación para la Eurocopa 2016     | Absoluta  | Europa            | En curso         | 6        | 1     |
| Total                                   | –         | –                 | –                | 36       | 1     |

#### Goles internacionales
|    | Fecha               | Sede                              | Oponente | Gol marcado | Resultado final | Competencia                         |
| -- | ------------------- | --------------------------------- | -------- | ----------- | --------------- | ----------------------------------- |
| 1. | 28 de marzo de 2015 | Estadio Maksimir, Zagreb, Croacia | Noruega  | 4–0         | 5–1             | Clasificación para la Eurocopa 2016 |

## Clubes

### Como jugador
| Club                         | País         | Año       |
| ---------------------------- | ------------ | --------- |
| N. K. NAŠK                   | Croacia      | 1998-2000 |
| NK Papuk Orahovica           | Croacia      | 2000-2001 |
| N. K. Belišće                | Croacia      | 2001-2002 |
| N. K. Osijek                 | Croacia      | 2002-2004 |
| G. N. K. Dinamo Zagreb       | Croacia      | 2004-2005 |
| S. C. Heerenveen             | Países Bajos | 2005-2009 |
| Bayern de Múnich             | Alemania     | 2009-2012 |
| Sporting de Lisboa           | Portugal     | 2012-2013 |
| R. C. Celta de Vigo (cedido) | España       | 2013      |
| Panathinaikos F. C.          | Grecia       | 2013-2016 |
| F. C. Koper                  | Eslovenia    | 2016-2017 |
| Anorthosis Famagusta         | Chipre       | 2017-2019 |
| A. O. Ayia Napa              | Chipre       | 2019-2020 |
| Omonia Psevda                | Chipre       | 2020-     |

### Como entrenador
| Club          | País   | Año   |
| ------------- | ------ | ----- |
| Omonia Psevda | Chipre | 2020- |